# Peter Chatain
Peter Chatain (Winnetka, 8 de novembro de 1999) é um remador estadunidense.

## Carreira
Quando tinha doze anos, descobriu o remo quando frequentou um acampamento de remo da Universidade de Michigan. Na New Trier High School , ele inicialmente jogou hóquei, mas eventualmente se dedicou ao remo. Ele se formou na Universidade de Stanford em 2022 com um diploma em matemática e uma especialização em física. Ele era um estudante de pós-graduação na Universidade de Stanford em 2023 estudando ciência da computação . Após a formatura, ele aceitou um emprego em uma empresa de tecnologia iniciante em São Francisco enquanto simultaneamente treinava para as Olimpíadas de 2024.
Nos Jogos Olímpicos de Verão de 2024, em Paris, conquistou a medalha de bronze na competição do oito com masculino ao lado de Henry Hollingsworth, Nicholas Rusher, Christian Tabash, Clark Dean, Christopher Carlson, Evan Olson, Pieter Quinton e Rielly Milne, com um tempo de 5:25.28.